# Encentrum torvitoides
Encentrum torvitoides är en hjuldjursart som först beskrevs av Smirnov 1930.  Encentrum torvitoides ingår i släktet Encentrum och familjen Dicranophoridae. Inga underarter finns listade i Catalogue of Life.